# Ole Dehli
Ole Dehli, född 8 maj 1851, död 27 februari 1924, var en norsk kooperatör.
Under en studieresa i England 1892 lärde Dehli känna den engelska kooperationen, och efter hemkonsten till Norge försökte han omskapa den svaga norska kooperationen efter engelskt mönster. Han grundade 1894 Kristiania kooperative selskap (senare Oslo samvirkelag) och skapade 1906 en riksorganisation, Norges kooperative landsforening, som 1907 började partihandel. Fram till 1919 var Dehli organisationens ledare.